# 駐日モーリタニア大使館
駐日モーリタニア大使館（ちゅうにちモーリタニアたいしかん、アラビア語: سفارة موريتانيا في اليابان、英語: Embassy of Mauritania in Japan）は、モーリタニアが日本の首都東京に設置している大使館である。在東京モーリタニア大使館（アラビア語: سفارة موريتانيا في طوكيو、英語: Embassy of Mauritania in Tokyo）とも呼ばれる。
1960年にモーリタニアがフランスから独立した後、同年11月29日、日本とモーリタニアの間で国交が樹立される。北京の在中華人民共和国大使館による兼轄を経て、1989年7月、東京に駐日モーリタニア大使館が開設された。

## 所在地
2019年4月より、下記の住所で運営されている。旧住所は「東京都品川区北品川5-17-5」であった。
| 日本語 | 〒153-0053 東京都目黒区五本木1-16-17       |
| 英語   | Gohongi 1-16-17, Meguro-ku, Tokyo 153-0053 |

## 大使
2024年1月17日より、シディヤ・エル・ハージュ特命全権大使を務めている。

## ギャラリー

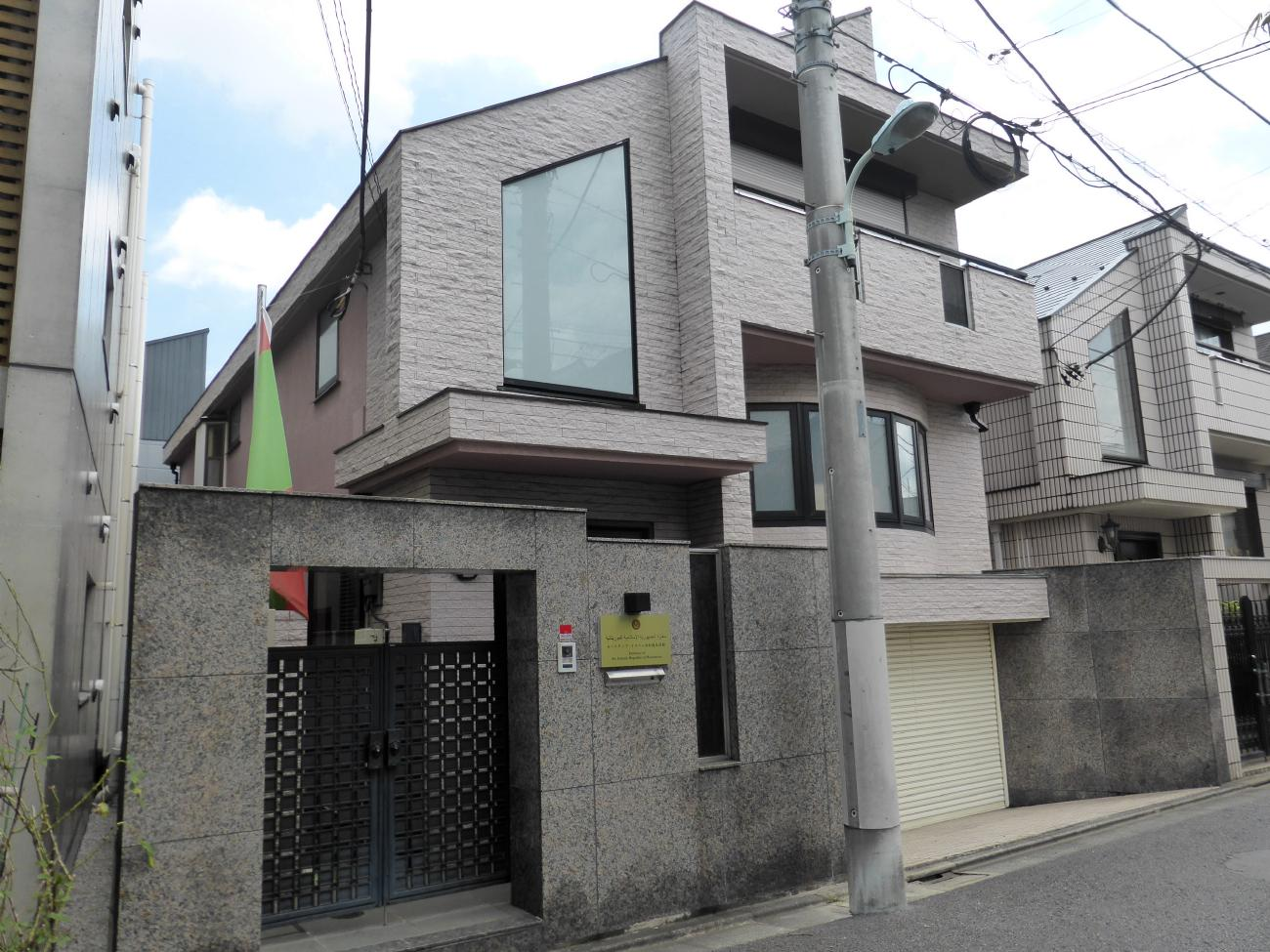
モーリタニア大使館全景（2020年7月撮影）
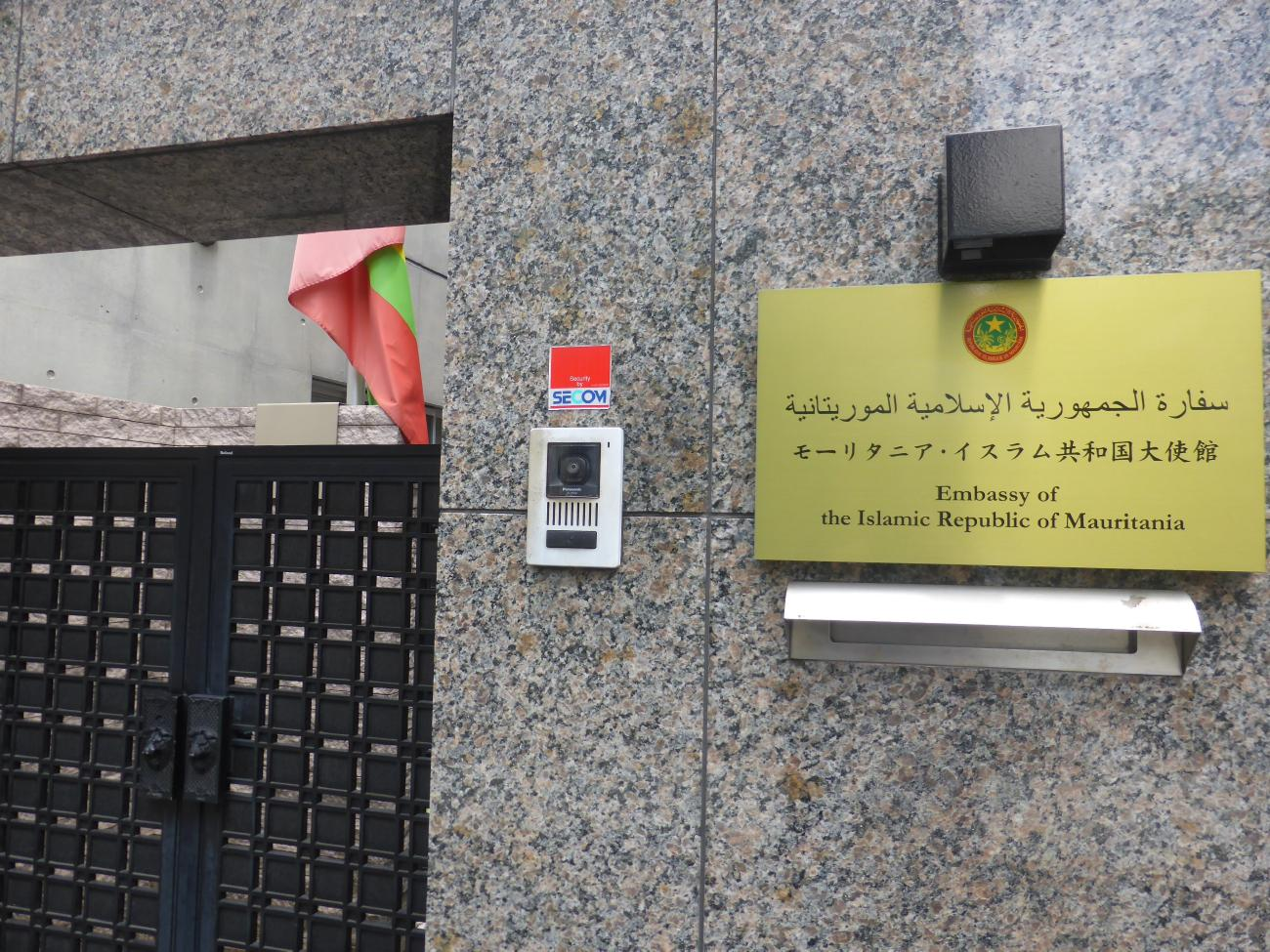
モーリタニア大使館表札（2020年7月撮影）
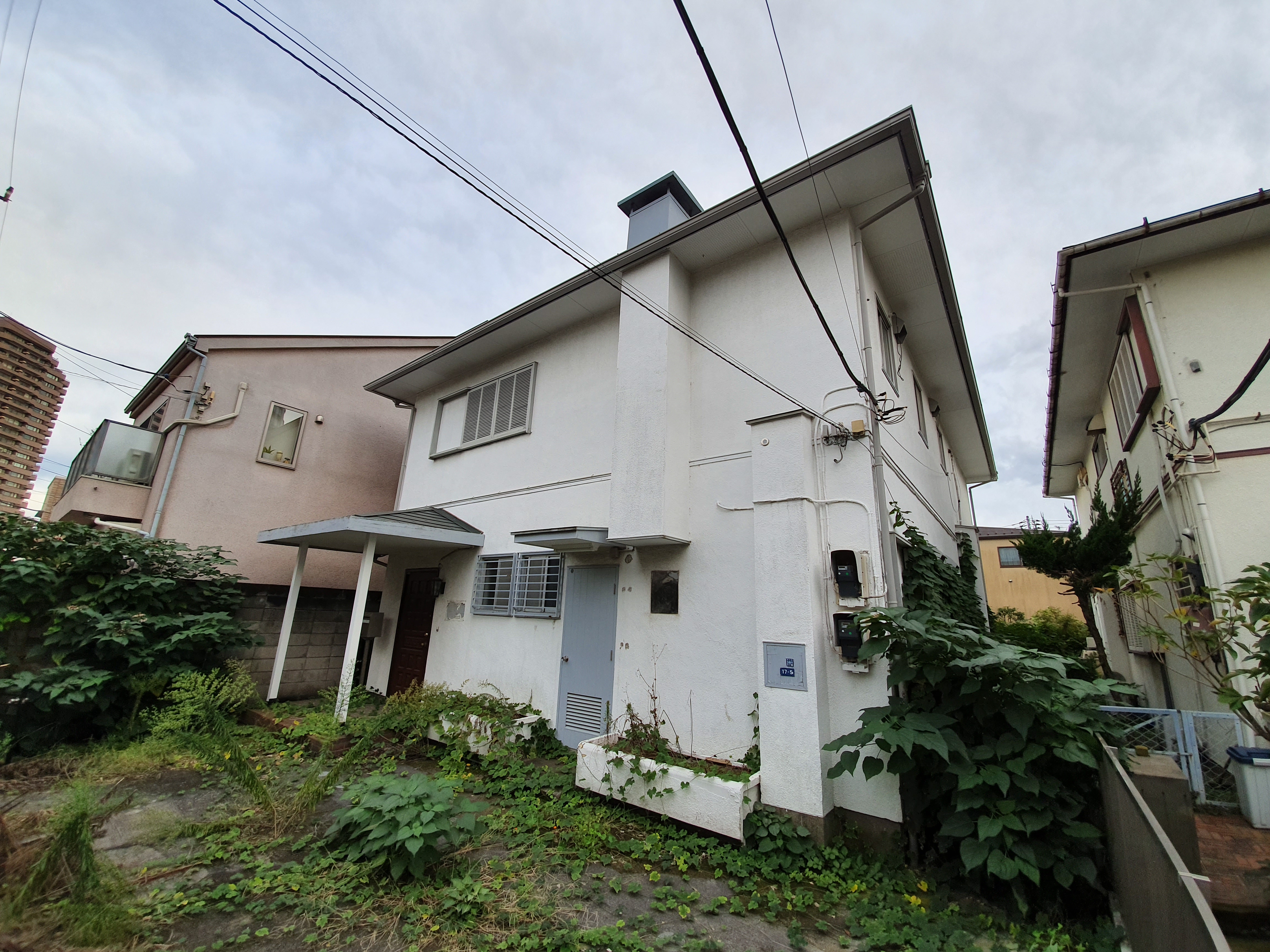
旧モーリタニア大使館（移転から1年半後の2020年10月に撮影）